# Gesetz von Hagen-Poiseuille
Das Gesetz von Hagen-Poiseuille [poaː'zœj] (nach Gotthilf Heinrich Ludwig Hagen, 1797–1884 und Jean Léonard Marie Poiseuille, 1797–1869) beschreibt den Zusammenhang zwischen dem Volumenstrom, {\displaystyle {\dot {V}}=\mathrm {d} V/\mathrm {d} t}, eines homogenen Newton’schen Fluids der dynamischen Viskosität, {\displaystyle \eta }, durch ein kreiszylindrisches Rohr mit dem Radius {\displaystyle r} und der Länge {\displaystyle l} und dem Druck am Eingang {\displaystyle p_{\text{Eingang}}} und dem Druck am Ausgang {\displaystyle p_{\text{Ausgang}}} bei einer laminaren stationären Strömung.
Für Gase wie Flüssigkeiten gilt für einen sehr kurzen Rohrabschnitt innerhalb eines längeren Rohres die folgende Beziehung zwischen Volumenstrom {\displaystyle {\dot {V}}} und Gradienten des Druckes {\displaystyle \mathrm {d} p/\mathrm {d} x} :
{\displaystyle {\dot {V}}=-{\frac {\pi \cdot r^{4}}{8\cdot \eta }}{\frac {\mathrm {d} p}{\mathrm {d} x}}\qquad (1)}
für Rohre einer merklichen Länge {\displaystyle l\gg r} gilt
- für inkompressible Flüssigkeiten:
{\displaystyle {\dot {V}}={\frac {\pi \cdot r^{4}}{8\cdot \eta \cdot l}}\cdot \left(p_{\text{Eingang}}-p_{\text{Ausgang}}\right)\qquad (2)}
- für Gase bei Temperaturen und Volumen weit oberhalb der kritischen Temperatur und des kritischen Druckes:
{\displaystyle p{\dot {V}}={\frac {\pi \cdot r^{4}}{16\cdot \eta \cdot l}}\left(p_{\text{Eingang}}^{2}-p_{\text{Ausgang}}^{2}\right)\qquad (3)}
Bemerkenswert ist die Abhängigkeit des Volumendurchflusses von der vierten Potenz des Radius des Rohres. Dadurch hängt der Strömungswiderstand sehr stark vom Radius des Rohres ab. Eine Verringerung eines Rohr- oder Schlauchdurchmessers auf die Hälfte (Halbzollrohr oder -schlauch statt Einzoll, siehe dazu Zoll (Einheit) und Whitworth-Gewinde) vergrößert somit den Strömungswiderstand auf das 16fache, eine Erweiterung des Rohr- oder Schlauchdurchmessers auf das Dreifache (eineinhalb Zoll statt Halbzoll) verbessert den Volumendurchfluss um das 81fache.
Das Gesetz gilt nur
- für den stationären Zustand, in dem an jeder Stelle im Rohr die Strömungsgeschwindigkeit keine zeitliche Änderung erfährt.
- solange der Radius des Rohres groß ist im Vergleich zur fluiddynamischen Grenzschicht.
- bei Gasen solange der Rohrdurchmesser groß ist im Vergleich zur freien Weglänge, {\displaystyle \lambda }, der Gasmoleküle. Ist {\displaystyle 2r\leq \lambda } lässt sich der Transport der Gasmoleküle durch das Rohr über die Gesetzmäßigkeiten der Knudsenströmung bzw. Knudsen-Diffusion beschreiben
- für laminare Strömungen.
  - Bei größerem Volumenfluss und größeren Abmessungen kommt es zu turbulenten Strömungen mit wesentlich höherem Strömungswiderstand als nach Hagen-Poiseuille zu erwarten wäre. Den Übergang von laminarer zu turbulenter Strömung lässt sich aus der mittleren Strömungsgeschwindigkeit {\displaystyle v_{m}={\dot {V}}/\left(\pi r^{2}\right)}über die Reynoldszahl, {\displaystyle Re=\rho v_{m}r/\eta =\rho /\left(\pi r\eta \right)\cdot {\dot {V}}=\rho r^{3}/\left(8\eta ^{2}\right)\cdot \mathrm {d} p/\mathrm {d} x} abschätzen. Die konkreten Verhältnisse turbulenter Strömungen werden u. a. mit den Formeln von Blasius, Nikuradse bzw. Prandtl-Colebrook beschrieben.
  - Durchströmt ein Fluid ein Rohr, das mit Fasern oder porösem Material gefüllt ist, befinden sich in einer strömenden Flüssigkeit Vesikel, biologische Zellen, Partikel, Tropfen oder Gasblasen mit einem Durchmesser vergleichbar dem Rohrdurchmesser (z. B. Blut s. u., Mikrofluidsegmenttechnik) oder zeigt das Fluid starke Scherverdünnung so bildet sich häufig Pfropfenströmung aus, d. h. die Strömungsgeschwindigkeit ist fast überall im Rohrquerschnitt gleich hoch.
- solange die Volumenarbeit zu dominierendem Anteil Dissipation im Rohr bewirkt und das Verhältnis der kinetischen Energie des ausströmenden Fluids zur geleisteten Volumenarbeit <<1 ist.
- bei vollständig ausgebildetem hydrodynamischen Strömungsprofil (parabolisches Geschwindigkeitsprofil). Strömt bspw. Flüssigkeit aus einem Tank über ein Rohr aus, dann muss das Rohr hinreichend lang sein, damit das Gesetz von Hagen-Poiseuille gültig ist. Im Eingang und Ausgang des Rohres muss das parabolische Strömungsprofil unter zusätzlichem Druckverlust erst ausgebildet, bzw. abgebaut werden.[2] Diesen Bereich der Strömung kann man mit dem Sampson-Roscoe-Gesetz beschreiben. In guter Näherung kann man den Druckverlust nach Sampson-Roscoe zum Druckverlust nach Hagen-Poiseuille addieren.
 Bei Ostwald- oder Ubbelohdeviskosimetern berücksichtigt man die beiden letztgenannten Effekte durch die sogenannte Hagenbach-Couette-Korrektur

## Anwendung
Hagen-Poiseuille ermöglicht, im Datensatz Rohrdimensionen/Druckdifferenz/Viskosität/Volumenfluss jeweils eine der unbekannten Größen aus den anderen zu berechnen. Die Gleichung wird eingesetzt :
- um technische Anlagen auszulegen
- zur Bestimmung von Volumenströmen mittels eines Laminardurchflussmessers
- zur Bestimmung von Viskositäten mittels Ostwald- oder Ubbelohdeviskosimetern

- Das Gesetz von Hagen-Poiseuille bildet auch die Grundlage von Modellgleichungen zur Beschreibung der Durchströmung von Schüttgütern.

## Herleitung
| Variable                                    | Bedeutung                             | SI-Einheit |
| ------------------------------------------- | ------------------------------------- | ---------- |
| {\displaystyle {\dot {V}}}                  | Volumenstrom durch das Rohr           | m3·s−1     |
| {\displaystyle x}                           | Ortskoordinate parallel zur Rohrachse | m          |
| {\displaystyle r}                           | Innenradius des Rohres                | m          |
| {\displaystyle s} , {\displaystyle S}       | Abstand zur Achse des Rohres          | m          |
| {\displaystyle l}                           | Länge des Rohres                      | m          |
| {\displaystyle \eta }                       | dynamische Viskosität des Fluids      | Pa·s       |
| {\displaystyle p}                           | Druck                                 | Pa         |
| {\displaystyle \mathrm {d} p/\mathrm {d} x} | Druckgradient entlang der Rohrachse   | Pa m−1     |

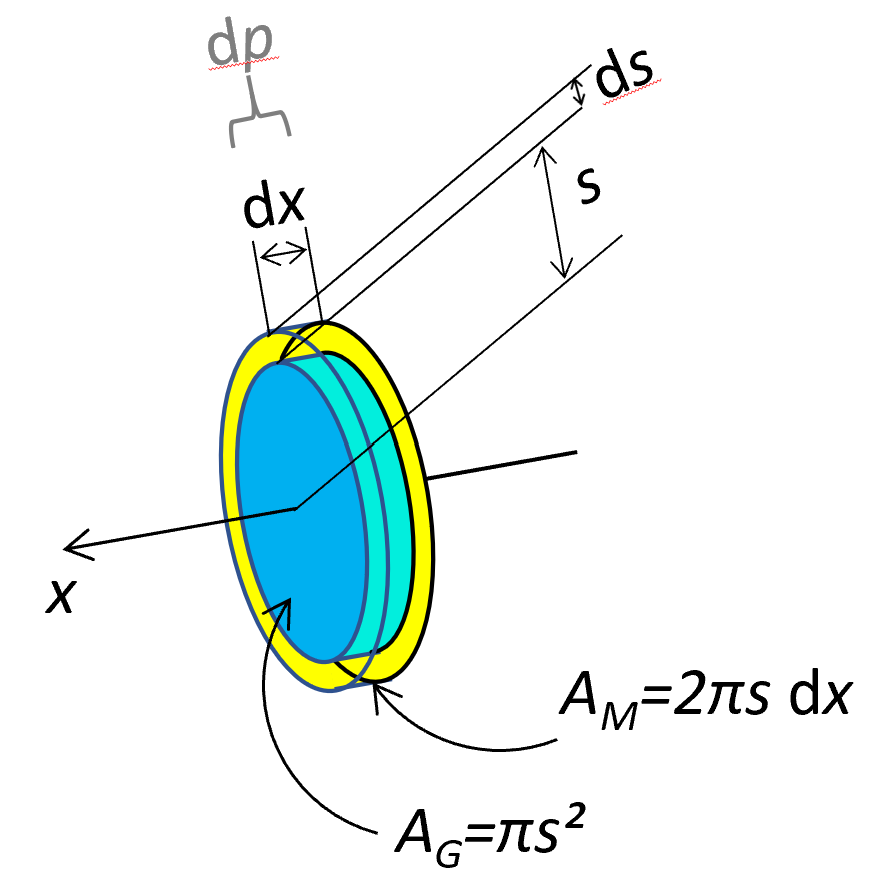

Wir betrachten einen starren inkompressiblen sehr kurzen Kreiszylinder mit Länge {\displaystyle \mathrm {d} x} und Radius {\displaystyle s}, einer Grundfläche von {\displaystyle A_{G}=\pi \cdot s^{2}} und einer Mantelfläche von {\displaystyle A_{M}=2\pi \cdot s\cdot \mathrm {d} x}. Die Ortskoordinate unseres Bezugsystems, {\displaystyle x} verläuft entlang der Zylinderachse. Der Zylinder ist von einer Hülse umgeben. Zwischen der Hülse und dem Zylinder ist ein gleichmäßig breiter Spalt der Breite {\displaystyle \mathrm {d} s}. {\displaystyle \mathrm {d} s} hat positives Vorzeichen, wenn wir von innen nach außen gehen. {\displaystyle \mathrm {d} s} ist so klein, dass wir den Unterschied zwischen der Fläche der Hülse und der Mantelfläche des Zylinders vernachlässigen können. Der Spalt ist gefüllt mit einem Newtonschen Fluid der dynamischen Viskosität {\displaystyle \eta }. Auf die Grundfläche des Zylinders wirkt eine Druckdifferenz, {\displaystyle \mathrm {d} p}, und somit eine Kraft in Richtung Ortskoordinate von:
{\displaystyle F\left(s\right)=-\mathrm {d} p\cdot A_{G}}
Wobei wir das Vorzeichen so wählen, dass der Druck in Richtung unserer Ortskoordinate abfällt, der Gradient des Druckes, {\displaystyle \mathrm {d} p/\mathrm {d} x}, somit negatives Vorzeichen hat.
Diese Kraft bewirkt, dass der Zylinder sich relativ zur Hülse mit der Geschwindigkeit {\displaystyle \mathrm {d} v\left(s\right)} in Richtung unserer Ortskoordinate {\displaystyle x} bewegt:
{\displaystyle \mathrm {d} v\left(s\right)={\frac {F\left(s\right)}{\eta \cdot A_{M}}}\cdot \left(-\mathrm {d} s\right)={\frac {\mathrm {d} p\cdot A_{G}}{\eta \cdot A_{M}}}\cdot \mathrm {d} s={\frac {\mathrm {d} p\cdot \pi \cdot s^{2}}{\eta \cdot 2\pi \cdot \mathrm {d} x\cdot s}}\cdot \mathrm {d} s={\frac {1}{2\eta }}{\frac {\mathrm {d} p}{\mathrm {d} x}}\cdot s\mathrm {d} s}

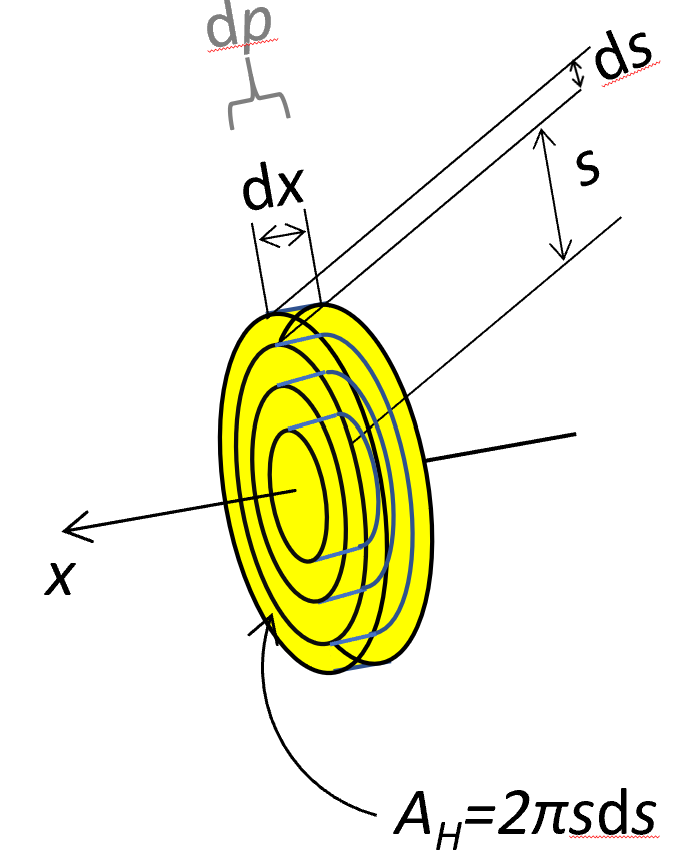

Nun betrachten wir einen kurzen Kreiszylinder mit Radius {\displaystyle r} und Länge {\displaystyle \mathrm {d} x}, der vollständig mit einem Newtonschen Fluid gefüllt ist. Diesen Zylinder zerlegen wir in sehr viele konzentrische Hohlzylinder der Wanddicke {\displaystyle \mathrm {d} s}. Wir nehmen an, dass sich die Flüssigkeit so durch das Rohr bewegt, dass diese konzentrischen Hohlzylinder aneinander vorbeigleiten. Wir gehen weiter davon aus, dass wir uns in einem stationären Zustand befinden, also an jedem Ort Dichte und Geschwindigkeit der Flüssigkeit zeitlich konstant bleibt. Dieses Strömungsverhalten nennt man auch 'laminare Strömung' bzw. Stokes-Strömung.
In diesem Bild verhält sich ein jeder Hohlzylinder sowohl wie der Spalt als auch wie der innen liegende Zylinder im vorherigen Beispiel - d. h. er wird zwischen den beiden angrenzenden Hohlzylindern geschert und bewegt sich um {\displaystyle \mathrm {d} v} schneller in Richtung {\displaystyle x} als der um {\displaystyle \mathrm {d} s} weiter außen liegende.
Hierbei wirkt auf einen jeden Hohlzylinder als Scherkraft die Summe aller Kräfte, die auf die weiter innen liegenden Hohlzylinder wirken. Im vorherigen Beispiel wurde die Kraft durch die mechanische Spannung im starren Zylinder auf den Spalt übertragen, in diesem Fall hier durch die Scherkräfte in jedem der innenliegenden Hohlzylindes. Letztendlich wirkt auf den Spalt die gleiche Kraft wie im vorherigen Beispiel.
Wir gehen davon aus, dass der am weitesten außen liegende Hohlzylinder 'an der Wand haftet', also die Geschwindigkeit {\displaystyle v(r)=0} hat. Die Geschwindigkeit eines Hohlzylinders mit Radius {\displaystyle S} erhalten wir durch Integration.
{\displaystyle v\left(S\right)=\int _{s=r}^{S}{\mathrm {d} v\left(s\right)}\,={\frac {1}{2\eta }}{\frac {\mathrm {d} p}{\mathrm {d} x}}\int _{s=r}^{S}{s}\,\mathrm {d} s={\frac {1}{4\eta }}{\frac {\mathrm {d} p}{\mathrm {d} x}}\cdot \left(S^{2}-r^{2}\right)}
Die Strömungsgeschwindigkeit als Funktion des Abstandes von der Achse des Rohres wird somit durch eine Parabel beschrieben. Deshalb nennt man diese Strömungsverhältnisse auch oft parabolisches Geschwindigkeitsprofil.
Ein jeder dieser Hohlzylinder trägt einen kleinen Beitrag {\displaystyle \mathrm {d} {\dot {V}}\left(S\right)} zum Gesamtvolumenfluss {\displaystyle {\dot {V}}} bei, dieser ist proportional zur Grundfläche dieses Hohlzylinders, {\displaystyle A_{H}=2\pi \cdot S\cdot \mathrm {d} S} multipliziert mit seiner Geschwindigkeit, {\displaystyle v\left(S\right)}:
{\displaystyle \mathrm {d} {\dot {V}}\left(S\right)=v\left(S\right)2\pi S\mathrm {d} S={\frac {\pi }{2\eta }}{\frac {\mathrm {d} p}{\mathrm {d} x}}\cdot \left(S^{3}-Sr^{2}\right)\mathrm {d} S}
Den Gesamtvolumenfluss erhalten wir durch Integrieren dieser Gleichung:
{\displaystyle {\dot {V}}={\frac {\pi }{2\eta }}{\frac {\mathrm {d} p}{\mathrm {d} x}}\cdot \int _{S=0}^{r}{\left(S^{3}-Sr^{2}\right)}\,\mathrm {d} S={\frac {\pi }{2\eta }}{\frac {\mathrm {d} p}{\mathrm {d} x}}\cdot \left({\frac {r^{4}}{4}}-{\frac {r^{4}}{2}}\right)=-{\frac {\pi \cdot r^{4}}{8\cdot \eta }}{\frac {\mathrm {d} p}{\mathrm {d} x}}}

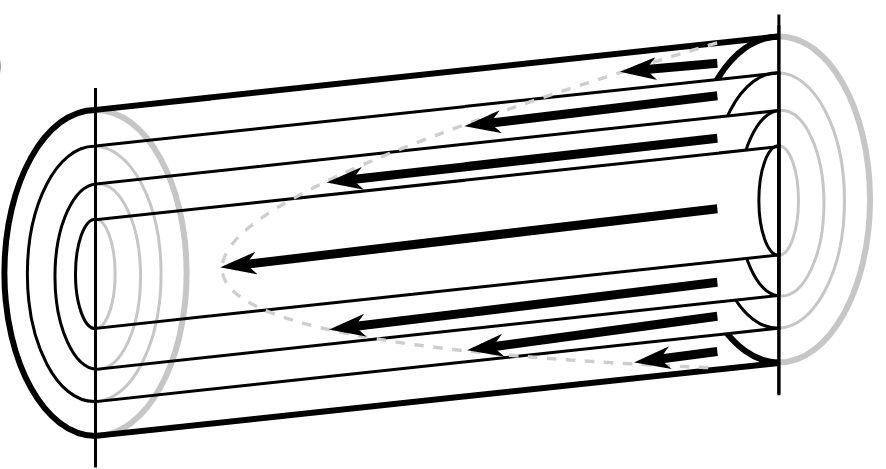
Laminares Strömungsprofil

Dies ist identisch zu Gleichung (1).
Strömung inkompressibler Flüssigkeiten durch ein Rohr
Bei einer inkompressiblen Flüssigkeit, die druckgetrieben durch ein Rohr strömt, bleibt die Dichte und somit der Volumenfluss über die gesamte Länge des Rohres konstant. Wir können somit Gleichung (1) über die gesamte Länge integrieren und erhalten:
{\displaystyle {\dot {V}}=-{\frac {\pi \cdot r^{4}}{8\cdot \eta }}\cdot {\frac {\int _{p_{\text{Eingang}}}^{p_{\text{Ausgang}}}\,\mathrm {d} p}{\int _{x=0}^{l}\,\mathrm {d} x}}={\frac {\pi \cdot r^{4}}{8\cdot \eta }}\cdot {\frac {p_{\text{Eingang}}-p_{\text{Ausgang}}}{l}}}
Dies ist identisch zu Gleichung (2).
Strömung von Gasen durch ein Rohr
Ein Gas, das druckgetrieben durch ein Rohr strömt, dehnt sich mit fallendem Druck entlang des Rohres aus. Somit ist zwar der Massenfluss entlang des Rohres konstant, nicht jedoch der Volumenfluss. Wir nehmen vereinfachend an, dass sich beim Durchfluss des Gases durch das Rohr seine Temperatur nicht ändert. Für die meisten Gase weit genug oberhalb der kritischen Temperatur ist bei isothermer Expansion das Produkt aus Druck und Volumen konstant. Somit können wir beide Seiten von Gleichung (1) mit dem Druck multiplizieren und erhalten somit auf der linken Seite der Gleichung erneut einen ortsunabhängigen Term:
{\displaystyle p{\dot {V}}=-{\frac {\pi \cdot r^{4}}{8\cdot \eta }}\cdot {\frac {p\mathrm {d} p}{\mathrm {d} x}}}
Weiterhin nehmen wir vereinfachend an, dass die
Viskosität des Gases unabhängig von Druck und Dichte ist, so dass wir diese Gleichung integrieren können, ohne die Viskosität mit in das Integral zu nehmen:
{\displaystyle p{\dot {V}}=-{\frac {\pi \cdot r^{4}}{8\cdot \eta }}\cdot {\frac {\int _{p_{\text{Eingang}}}^{p_{\text{Ausgang}}}{p}\,\mathrm {d} p}{\int _{x=0}^{l}\,\mathrm {d} x}}=-{\frac {\pi \cdot r^{4}}{8\cdot \eta }}\cdot {\frac {{\frac {{p_{\text{Ausgang}}}^{2}}{2}}-{\frac {{p_{\text{Eingang}}}^{2}}{2}}}{l-0}}={\frac {\pi \cdot r^{4}}{16\cdot \eta }}{\frac {{p_{\text{Eingang}}}^{2}-{p_{\text{Ausgang}}}^{2}}{l}}}
Dies ist identisch zu Gleichung (3).
Nehmen wir an, dass man die Beziehung zwischen Druck und Dichte über das ideale Gasgesetz {\displaystyle \left(pV=Nk_{\mathrm {B} }T\right)} beschreiben kann, ergibt sich hieraus für den Teilchenfluss bzw. den Stoffmengenfluss durch das Rohr:
{\displaystyle {\frac {\mathrm {d} N}{\mathrm {d} t}}={\frac {\pi \cdot r^{4}}{16\cdot \eta \cdot k_{\mathrm {B} }T\cdot l}}\left({p_{\text{Eingang}}}^{2}-{p_{\text{Ausgang}}}^{2}\right)}
{\displaystyle {\frac {\mathrm {d} n}{\mathrm {d} t}}={\frac {\pi \cdot r^{4}}{16\cdot \eta \cdot R\cdot T\cdot l}}\left({p_{\text{Eingang}}}^{2}-{p_{\text{Ausgang}}}^{2}\right)}

## Nicht kreisförmige Kanalquerschnitte

### Rechteck-Kanal
Für einen schmalen Rechteck-Kanal der Breite {\displaystyle b} und Höhe {\displaystyle b\gg h} ergeben ähnliche Überlegungen wie oben:
{\displaystyle {\dot {V}}=-{\frac {h^{3}b}{12\eta }}\cdot {\frac {\mathrm {d} p}{\mathrm {d} x}}}
wenn {\displaystyle b} nicht {\displaystyle \gg h} ist, gilt näherungsweise:
{\displaystyle {\dot {V}}=-K\cdot {\frac {h^{3}b}{12\eta }}\cdot {\frac {\mathrm {d} p}{\mathrm {d} x}}}
mit: {\displaystyle K=1-\sum _{n=1}^{\infty }{\frac {1}{(2n-1)^{5}}}\cdot {\frac {192}{\pi ^{5}}}\cdot {\frac {h}{b}}\tanh \left((2n-1){\frac {\pi }{2}}{\frac {b}{h}}\right)}
Die Abweichung vom exakten Wert bei Berechnung von {\displaystyle K} in erster Näherung ({\displaystyle n=1}) beträgt maximal 0,67 %, in zweiter Näherung 0,06 %, in dritter Näherung 0,01 %. Einige Beispielwerte, berechnet in dritter Näherung:
| {\displaystyle {\frac {h}{b}}} | 0 | 1/10   | 1/5    | 1/4    | 1/3    | 1/2    | 2/3    | 3/4    | 1      |
| ------------------------------ | - | ------ | ------ | ------ | ------ | ------ | ------ | ------ | ------ |
| {\displaystyle K}              | 1 | 0,9370 | 0,8740 | 0,8425 | 0,7900 | 0,6861 | 0,5873 | 0,5414 | 0,4218 |

### Elliptischer Querschnitt
Für elliptische Querschnitte ergibt sich:
{\displaystyle {\dot {V}}=-{\frac {\pi }{4\eta }}\cdot {\frac {a^{3}\cdot b^{3}}{a^{2}+b^{2}}}\cdot {\frac {\mathrm {d} p}{\mathrm {d} x}}\,,}
wobei {\displaystyle a} und {\displaystyle b} die beiden Halbachsen der Ellipse repräsentieren.
Für {\displaystyle a=b=r} (= kreisförmiger Querschnitt) ergibt dies erwartungsgemäß wieder Gleichung (1).
Formeln für weitere Querschnittsformen findet man in Lehrbüchern zur Fluidik.

## Eingeschränkte Gültigkeit im Blut
Die Rheologie des Blutes wird als Hämorheologie (englisch hemorheology) bezeichnet.
Das Gesetz von Hagen-Poiseuille bezieht sich auf Newtonsche Fluide. Blutplasma kann man noch als newtonisch ansehen, doch Blut als ganzes ist eine inhomogene Suspension aus verschiedenen Zellen im Blutplasma und zeigt eine Viskosität, die von der Schergeschwindigkeit und dem Durchmesser des durchflossenen Blutgefäßes abhängt.  Weiterhin beeinflussen auch die Deformierbarkeit und Wechselwirkungen der Erythrozyten die Viskosität. Diese können in dünnen Gefäßen zu Pfropfenströmung führen und darüber hinaus eine „geldrollenartige“ dichter gepackte Anordnung bilden, die auf ihre Art den Durchfluss beeinflusst.
Davon unabhängig ist in der Aorta und anderen herznahen Gefäßen mit großem Querschnitt die Strömung des Blutes eher turbulent als laminar.